# GNU Health
GNU Health es un Sistema de software libre de Gestión Hospitalaria y de Información de la Salud con las siguientes funcionalidades:
- Historia clínica electrónica
- Sistemas de información hospitalaria
- Sistema de Gestión de Laboratorio
- Sistemas de información de Salud

Diseñado para ser multiplataforma, para que se pueda instalar en diferentes Sistema operativo (GNU/Linux, FreeBSD, MS Windows), Sistema de gestión de bases de datos (PostgreSQL), y Planificación de recursos empresariales (Tryton).

## Historia
Luis Falcón creó GNU Health en 2008 como un proyecto de promoción de la salud y prevención de la enfermedad en áreas rurales. Su nombre inicial era Medical. Hoy en día ha evolucionado en un Sistema de Información Hospitalaria y Salud, con un equipo de colaboradores multidisciplinario e internacional. GNU Health es un proyecto de GNU Solidario. GNU Solidario es una organización no gubernamental (ONG) que brinda salud y educación mediante software libre.

## Uso
GNU Health se utiliza en Centros de Salud, para llevar a cabo la práctica clínica diaria así como la gestión de los recursos del centro de salud.

## Características
GNU Health utiliza un enfoque modular alrededor del kernel, con una funcionalidad diferente que puede ser incluida para satisfacer las necesidades del centro de salud. Los módulos actuales son:
| Paquete                       | Funcionalidad |
| ----------------------------- | --- |
| Health                        | Modelo principal de datos para objetos como paciente, evaluaciones, centros de salud, enfermedades, citas, vacunas y medicamentos.                                                                                  |
| Pediatrics                    | Incluye modelos para neonatología, pediatría y evaluaciones psicosociales (Pediatric Symptoms Checklist - PSC). |
| Pediatric Growth Charts       | Incluye los gráficos de crecimientos en percentiles y Unidad tipificada de la Organización Mundial de la Salud. |
| Gynecology and Obstetrics     | Ginecología, obstetricia, medicina preventiva, información perinatal y puerperio. |
| Lifestyle                     | Ejercicio físico, dietas, drogadicción, National Institute of Drug Abuse (NIDA) base de datos de drogas recreativas, Henningfield ratings, sexualidad, factores de riesgo, seguridad del hogar, seguridad infantil. |
| Genetics                      | Riesgos hereditarios. Alrededor de 4200 “disease genes” del NCBI / GeneCards. |
| Genetics Uniprot              | UniProt database sobre variantes y fenotipos naturales en proteína humana |
| Lab                           | Gestiona la solicitud, creación y evaluación de análisis de laboratorio. Interfaz con Laboratory Information Management System.                                                                                     |
| Socioeconomics                | Educación, ocupación, condiciones de vivienda, áreas hostiles, trabajo y prostitución infantiles, entre otras. |
| Inpatient                     | Hospitalización del paciente, asignación de camas, planes de cuidado y enfermería. |
| Surgery                       | Chequeo pre-quirúrgico, procedimientos, quirófanos, historial quirúrgico del paciente. |
| Services                      | Grupos de servicios relacionados con la salud del paciente. Permite generar facturas/facturación para los servicios seleccionados. Sustituye el módulo inicial "invoice".                                           |
| Calendar                      | Añade funcionalidad para conectar con el cliente CalDAV y gestiona calendarios para citas. |
| QR Codes                      | Incluye Quick Recognition (QR) Codes para identificación. |
| History                       | Reportes de evaluaciones e historia clínica del paciente. |
| ODM6                          | Objetivos de Desarrollo del Milenio 6. Funcionalidad para luchar contra la Malaria, Tuberculosis y Sida. |
| Reporting                     | Estadísticas y gráficos relacionados con epidemiología y procesos del centro de salud. |
| Nursing                       | Funcionalidad de enfermería. Rondas de paciente, administración de medicamentos y procedimientos. |
| ICU                           | Intensive Care Unit - Unidad de Cuidados Intensivos. |
| Stock                         | Gestión de stock de farmacia, con generación automática de movimientos según procedimientos médicos. |
| NTD                           | Módulo base que cubre las Enfermedades Tropicales Desatendidas (NTDs). |
| NTD Chagas                    | Funcionalidad para prevenir, diagnosticar, controlar y tratar la enfermedad de Enfermedad de Chagas. Este módulo es parte de la serie NTD (Neglected Tropical Diseases).                                            |
| NTD Dengue                    | Vigilancia y gestión de la Dengue. Este módulo es parte de las NTDs, (Neglected Tropical Diseases). |
| Imaging                       | Funcionalidad para pedidos y gestión de Imagen médica. |
| ICPM                          | Clasificación Internacional de Procedimientos en Medicina por la OMS. |
| Crypto                        | soporte para el resumen del documento/chequeo de la integridad del registro con Función hash criptográfica.Firma Digital y la Integración del GPG GNU Privacy Guard.                                                |
| Archivos                      | Funcionalidad para realizar un seguimiento del legado o de la Historia clínica del paciente en papel. |
| Oftalmología                  | Funcionalidad de Oftalmología y Optometría. |
| Funcionamiento y discapacidad | Se basa en la definición internacional de la OMS Clasificación internacional del funcionamiento, de la discapacidad y de la salud y en el Centro de Rehabilitación Médica de Laos.                                  |
| ICD9 Vol 3                    | OMS ICD-9-CM Procedure codes. |
| ICD10                         | WHO ICD-10 International Classification of Diseases - 10.ª edición |
| ICD11                         | WHO ICD-11 International Classification of Diseases - 11.ª edición |
| ICPM                          | WHO International Classification of Procedures in Medicine. |
| ICD10 PCS                     | Procedure Coding System extension |
| Seguro                        | Seguros y tarifas en servicios y gestión de productos. |
| EMS                           | Sistema de Gestión de Emergencias y Ambulancias. |
| Rastreo de contactos          | Evaluación, identificación y seguimiento de personas que pueden haber entrado en contacto con una persona infectada                                                                                                 |

## Eventos principales
- 12 de octubre de 2008: El Proyecto Medical se registra en Sourceforge
- 2 de noviembre de 2008: La Versión 0.0.2 de Medical se libera en SourceForge
- 15 de abril de 2010: Medical se registra en el Portal do Software Público Brasileiro (SPB)
- 31 de julio de 2010: El Proyecto se registra en la Comunidad Europea Open Source Observatory and Repository
- 16 de abril de 2011: Thymbra transfiere GNU Health a la ONG GNU Solidario
- 18 de abril de 2011: Medical cambia el entorno de desarrollo de OpenERP a la plataforma Tryton[2]
- 12 de junio de 2011: El Proyecto Medical se renombra como GNU Health.
- 16 de agosto de 2011: Se libera la versión 1.3.0, sobre Tryton y PostgreSQL.
- 26 de agosto de 2011: Richard Stallman declara GNU Health como programa oficial GNU. A partir de este momento, el portal de desarrollo migra de SourceForge a GNU Savannah.
- 29 de octubre de 2011: Se libera la Versión 1.4.1 de GNU Health. Esta versión está también incluida en The Python Package Index - PyPI como un conjunto de módulos Python.
- 25 de junio de 2012: Creación de un servidor público de Base de Datos GNU Health para testing en Ámsterdam
- 9 de febrero de 2013: Liberación de versión 1.8.0, compatible con Tryton 2.6 y con el cliente para Android
- 18 de marzo de 2013: Liberación de la versión 1.8.1, con la funcionalidad de Unidad de Cuidados Intensivos
- 7 de julio de 2013  : Liberación de versión 2.0.0. Compatible con Tryton 2.8, nuevos módulos de Enfermedades Tropicales Desatendidas, comenzando con la Enfermedad de Chagas. Nueva funcionalidad en demografía y Unidades Domiciliarias (UDs); nuevo instalador del servidor; mejoras al módulo de cirugía (ASA physical status classification system e Índice de Riesgo Cardíaco - RCRI -).
- 22 de septiembre de 2013: Liberación versión 2.2.0. Nueva funcionalidad, correcciones de errores y nuevos módulos, Dengue y Diagnóstico por imagen (Imagen médica). Mejoras en cirugía, citas y evaluaciones pacientes.
- 14 de noviembre de 2013: Liberación versión 2.2.2 GNU Health Patchset.
- 27 de enero de 2014: Liberación versión 2.4.0
- 22 se marzo de 2014: Primera liberación de GNU Health Live CD con GNU Health 2.4 and Tryton-Server 3.0.x en openSUSE 13.1. El Live CD ofreces un sistema preparado con GNU Health and Demo Database preinstalados.
- 6 de julio de 2014: Liberación versión 2.6.0 Se añade la Función hash criptográfica para verificar los documentos. La Firma Digital y la Integración del GPG GNU Privacy Guard
- 1 de febrero de 2015: Liberación de la versión 2.8.0. Adds Tryton 3.4 compatibilidad, agregación de datos y función de sincronización para ambientes repartidos, implementación de un Universal Person Unique Identifier (PUID) y Universal Unique Identifier (UUID), un HL7 FHIR server, acta de nacimiento y certificados de defunción, y mejorada herramienta cripto (GNU Privacy Guard integration).
- 11 de enero de 2016: Liberación de la versión 3.0 se añade Compatibilidad con Tryton 3.8 y cliente web, Múltiples nombres de persona, que cumplan con FHIR HL7 y formatos flexibles de nombre de persona, puedes ver detalles.[3]
- 2 de julio de 2017 : Liberación de las series 3.2..[4] Los paquetes GNU Health HMIS ahora están escritos en Python3. Historia genética mejorada y paquete UniProt en condiciones relacionadas con la proteína humana; Sistema de Gestión de Emergencias; Listas de precios de seguro; Mejora de módulos criptográficos en laboratorio y servicios; Desarrollo inicial de GNU Health Federation y Thalamus[5]

## GNUHealthCon
GNU Health Con es una conferencia anual organizada por GNU Solidario. Proporciona un espacio para que desarrolladores, implementadores y miembros de la comunidad, se puedan reunir y deliberar por 3 días. En la misma se organizan sesiones sobre medicina social, charlas técnicas, workshops. Es también un espacio para poder analizar y estudiar los casos de éxitos.

## Premios GNU Health Social Medicine
La ceremonia de los Premios GNU Health Social Medicine, es parte de la GNUHealthCon, organizada por GNU Solidario. Los premios son un reconocimiento de los roles de individuos y organizaciones comprometidos en la labor de mejorar las vidas de los desfavorecidos. Hay 3 categórias: persona, Organización e Implementación de GNU Health.
Premios GNU Health Social Medicine:
| Año  | Persona                   | Organización                                  | Implementación GNU Health                     |
| ---- | ------------------------- | --------------------------------------------- | --------------------------------------------- |
| 2016 | Richard Stallman          | Cruz Roja                                     | Centro de Rehabilitación Médica en Laos (CMR) |
| 2017 | Lorena Enebral            | Universidad Nacional de Entre Ríos            | Bikop Medical Center                          |
| 2018 | Dr. José Caminero Luna    | Proyecto Tor                                  | Hospital del distrito de Bafia                |
| 2019 | Aaron Swartz              | Animal Free Research UK                       | Ministerio de Salud Pública de Jamaica        |
| 2020 | Angela Davis              | Proactiva Open Arms                           | Municipalidad de Diamante, Argentina          |
| 2021 | Luna Reyes Segura         | Physicians Committee for Responsible Medicine | Insolàfrica                                   |
| 2022 | Teresita Guadalupe Calzia | Franz Weber Foundation                        | Cirugía Solidaria                             |
| 2023 | Sébastien Jodogne         | Universidad de Hannover                       | Fundación Jérôme Lejeune Argentina            |

## Impacto Cultural
En abril de 2022, GNU Health ha sido incluido en el registro Digital public goods
Ganador de Open Awards 2019 en Ciencia y Medicina.
GNU Health galardonado Sonderpreis at Open Source Business Award 2016
GNU Health ganó los premios PortalProgramas 2012, 2014 y 2015 en la categoría Más revolucionario
GNU Health ganó los premios PortalProgramas 2012 en las categorías Más revolucionario y Mayor potencial de crecimiento.
La Free Software Foundation ha galardonado GNU Health con el Premio 2011 Award al Mejor Proyecto de Beneficio Social.
GNU Health ha sido presentado en la sesión de la Organización Mundial de la Salud: "TICs para la Mejora de la Información y Responsabilidades de la Salud Materno-Infantil" en CMSI Forum 2013.

## Otras Noticias y artículos
1. ↑  Eva, Rancho (3 de julio de 2013). «Luis Falcón: ´Sin salud pública no hay desarrollo´». La Provincia. Consultado el 22 de marzo de 2015.
2. ↑  «Free Software vs Open Source: Tryton vs OpenERP».
3. ↑  Luis Falcón. «el blog de thymbra». Archivado desde el original el 18 de enero de 2016. Consultado el 13 de enero de 2016.
4. ↑  https://savannah.gnu.org/forum/forum.php?forum_id=8899
5. ↑  https://pypi.python.org/pypi/thalamus
6. ↑  http://www.gnuhealthcon.org
7. ↑  «Copia archivada». Archivado desde el original el 8 de diciembre de 2018. Consultado el 19 de mayo de 2017.
8. ↑  «Copia archivada». Archivado desde el original el 27 de noviembre de 2016. Consultado el 27 de noviembre de 2016.
9. ↑  http://www.europapress.es/internacional/noticia-muere-medico-espanol-disparos-hospital-norte-afganistan-cadena-local-20170911111401.html
10. ↑  http://www.gnuhealthcon.org/2017-las_palmas/awards.html
11. ↑  https://fundacionrecover.org/premio-gnu-solidario-social-medicine-award/
12. ↑  «GNU Health Social Medicine Awards 2020». 21 de noviembre de 2020.
13. ↑  https://www.theguardian.com/world/2021/may/20/spanish-aid-volunteer-luna-reyes-abused-online-for-hugging-african-migrant
14. ↑  «GNU Health Social Medicine Awards 2021».
15. 1 2  «GNU Health Social Medicine Awards 2022».
16. 1 2  «GNU Health Social Medicine Awards 2023».
17. ↑  «¡CONOCE A LOS GANADORES DE LOS OPEN AWARDS 2019!». 25 de junio de 2019.
18. ↑  «Bewerber vorgestellt: GNU Health». 26 de noviembre de 2016. Archivado desde el original el 3 de enero de 2017. Consultado el 19 de mayo de 2017.
19. ↑  «GNU Health gewinnt Sonderpreis beim OpenSource Business Award». 12 de diciembre de 2016.
20. ↑  «Premios PortalProgramas al Software Libre 2014». 29 de octubre de 2014.
21. ↑  «Premios PortalProgramas al Software Libre 2012». 4 de enero de 2013.
22. ↑  Lee, Matt (26 de marzo de 2012). «2011 Free Software Awards announced». Free Software Foundation. Archivado desde el original el 29 de marzo de 2012. Consultado el 28 de marzo de 2012.
23. ↑  «ICT for Improving Information and Accountability for Women’s and Children’s Health». 14 de mayo de 2013.

Sitios web
- Página Web del Ministry of Health of Jamaica sobre Health Informatics
- Charla en LibrePlanet 2018: Free Software as a catalyst for liberation, social justice, and social medicine.
- Artículo en The Hindu: Cheaper health care with free software
- Video : Luis Falcón charla sobre GNU Health en Harvard / MIT Global Health Informatics to Improve Quality of Care course. February 2015
- GNU Health : Helping Governments in the fight against Social Diseases. Luis Falcon speech at OSC2014. Tokyo, Japan. 19 de octubre de 2014
- Luis Falcón: Cuando rompamos los grilletes digitales, generaremos un mundo más igualitario. Artículo en Ethical Magazine, 8 de agosto de 2013
- Luis Falcón: Sin Salud Pública no hay Desarrollo. Artículo en La Provincia (Canarias), 3 de julio de 2013
- GNU Health: Improving Children's and Mother's lives with Free Software
- Artículo en El Mundo: Liberar la salud con "software"
- GNU Health é software livre para uso na área de saúde.- Linux Magazine Brasil Oct 2011
- TechRepublic. 10 open source projects that could really use a donation
- GNU Health at the United Nations University
- Article in Linux Magazine: Projects on the Move
- Artículo en El Mundo: Liberar la salud con "software"
- GNU Health en Hospitales Públicos. Ministerio de Salud de Entre Ríos
- ALPI es pionero en la informática médica de Argentina gracias a la implementación del Software Libre: GNU Health Archivado el 3 de marzo de 2016 en Wayback Machine.
- Success of GNU Health goes beyond free software